# Concerto dei Beatles sul tetto
Il concerto dei Beatles sul tetto (in inglese The Beatles' rooftop concert) fu l'ultima esibizione pubblica del gruppo musicale dei Beatles dal vivo, a tre anni dall'ultima tournée ufficiale, USA 1966. 
Il 30 gennaio 1969 la band, con il tastierista Billy Preston, sorprese la città di Londra con un'esibizione improvvisata sul tetto dell'edificio che ospitava gli uffici della Apple Corps, al numero 3 di Savile Row. In 42 minuti, i Beatles suonarono nove volte cinque loro canzoni prima di venire interrotti dalla polizia, chiamata da alcuni residenti infastiditi dal rumore e dalla folla che si era spontaneamente radunata ai piedi dell'edificio. La storica esibizione venne ripresa dal regista Michael Lindsay-Hogg per l'inclusione nel film documentario Let It Be - Un giorno con i Beatles del 1970.

## Storia
(John Lennon al termine dell'esibizione)
Sebbene il concerto fosse improvvisato, fin dai primi di gennaio i Beatles avevano pianificato di esibirsi dal vivo durante le sessioni per il progetto Get Back/Let It Be. Non è ben chiaro di chi fu l'idea del concerto sul tetto, ma sicuramente il tutto venne deciso pochi giorni prima dell'esibizione, il 26 gennaio durante una riunione alla Apple. George Harrison portò il tastierista Billy Preston come musicista aggiuntivo, nella speranza che un talento estraneo al gruppo avrebbe incoraggiato i compagni a dare il massimo in termini di concentrazione. Ringo Starr ricorda:
Nella sua autobiografia intitolata Sound Man, l'ingegnere del suono e produttore Glyn Johns dichiarò che l'idea del concerto sul tetto era stata sua.
Inizialmente Starr e Harrison non erano intenzionati a partecipare, ma furono convinti da McCartney che spiegò che "una performance dal vivo fosse essenziale per mantenere la connessione tra la band e i suoi fan", i due accettarono ma Starr rifiutò comunque di includere le sue canzoni.
L'audio venne registrato impiegando due banchi mixer a 8 piste posizionati nella cantina della Apple dal tecnico Alan Parsons, e il regista Michael Lindsay-Hogg portò la sua troupe sul tetto per catturare ogni immagine del concerto, incluse le reazioni dei passanti in strada; furono utilizzate 6 telecamere in tutto, più altre 4 posizionate in luoghi nascosti.
Quando i Beatles iniziarono a suonare verso mezzogiorno, si creò una certa confusione in strada e nel quartiere con vari passanti incuriositi che guardavano in alto da sotto i cinque piani sottostanti, molti dei quali erano impiegati in pausa pranzo. Mentre la notizia dell'evento si diffondeva, folle di spettatori cominciarono a radunarsi nelle strade e sui tetti degli edifici nelle vicinanze. Mentre la maggior parte rispose positivamente al concerto, la polizia si preoccupò immediatamente per il rumore e il traffico che si andava creando nella zona. Inizialmente, gli impiegati della Apple si rifiutarono di far entrare gli agenti, cedendo solo in seguito dietro minaccia di arresto.
Quando la polizia salì sul tetto, i Beatles si resero conto che il concerto sarebbe stato interrotto a breve, ma continuarono comunque a suonare ancora per svariati minuti. Paul McCartney improvvisò sul testo della sua canzone Get Back per ironizzare sulla situazione: «You've been playing on the roof again, and that's no good, and you know your Mummy doesn't like that... she gets angry... she's gonna have you arrested! Get back!» ("Siete andati ancora a suonare sul tetto, e questo non è bello, sapete che non fa piacere alla vostra mamma... si arrabbia... vi farà arrestare tutti! Tornate indietro!"). Il concerto ebbe fine al termine di Get Back, con l'esclamazione scherzosa di John Lennon: «I'd like to say thank you on behalf of the group and ourselves and I hope we've passed the audition» ("Vorrei ringraziare a nome del gruppo e di noi stessi e spero che abbiamo superato l'audizione").

## Scaletta concerto
Durante il concerto sul tetto della Apple i Beatles e Billy Preston eseguirono i seguenti brani:
1. Get Back (Lennon/McCartney) – 3:05
2. I Want You (She's So Heavy) (Lennon/McCartney) – 0:18
3. Get Back – 3:04
4. Don't Let Me Down (Lennon/McCartney) – 3:12
5. I've Got a Feeling (Lennon/McCartney) – 3:30
6. One After 909 (Lennon/McCartney) – 2:46
7. Danny Boy (Weatherly) – 0:06
8. Dig a Pony (Lennon/McCartney) – 3:44
9. God Save the Queen (brano tradizionale) – 0:32
10. I've Got a Feeling – 3:33
11. A Pretty Girl Is like a Melody (Berlin) – 0:05
12. Don't Let Me Down – 3:19
13. Get Back – 3:01

L'esibizione iniziò con una prova di Get Back seguita da un applauso educato che probabilmente ricordò a McCartney una partita di cricket perché poi si avvicina al microfono e mormora qualcosa circa il giocatore Ted Dexter della nazionale di cricket. John esclama: «Ci è giunta una richiesta da Martin Luther!», poi la band attacca una seconda versione di Get Back; alla fine del brano Lennon dice: « ...arrivata richiesta per Daisy, Morris e Tommy». Seguono Don't Let Me Down e I've Got a Feeling, al termine di quest'ultima John dice: «Oh mamma mia!... è proprio dura». One After 909 viene seguita da un breve accenno al brano tradizionale Danny Boy, poi una falsa partenza di Dig a Pony con Ringo che si soffia il naso e John che chiede il testo della canzone, e al termine dell'esecuzione si lamenta di avere le mani troppo fredde per suonare gli accordi. Mentre il tecnico Alan Parsons cambia il nastro, i Beatles e Preston strimpellano brevemente God Save the Queen, l'inno nazionale britannico. Seguono seconde versioni di I've Got a Feeling e Don't Let Me Down e la terza ed ultima versione di Get Back, quella disturbata dall'arrivo della polizia. Alla fine Paul ringrazia per l'applauso Maureen Cox, moglie di Ringo Starr («Thanks Mo!»), e Lennon dice la sua celebre battuta conclusiva sull'audizione superata («I'd like to say thank you on behalf of the group and ourselves and I hope we passed the audition», "Vorrei dire grazie a nome del gruppo e di noi stessi e spero che abbiamo superato l'audizione") .
La prima esecuzione di I've Got a Feeling, e le registrazioni di One After 909, e Dig a Pony furono poi inserite nell'album Let It Be. Nel 1996, una versione "sul tetto" di Get Back, ultimo brano ad essere suonato dai Beatles dal vivo, è stata inclusa in Anthology 3. Un montaggio delle due take di Don't Let Me Down è stata inclusa in Let It Be... Naked. Durante le prove del concerto, ci fu anche un breve accenno del brano I Want You (She's So Heavy) mentre il cameraman cambiava la pellicola.

## Eredità e riferimenti nella cultura di massa

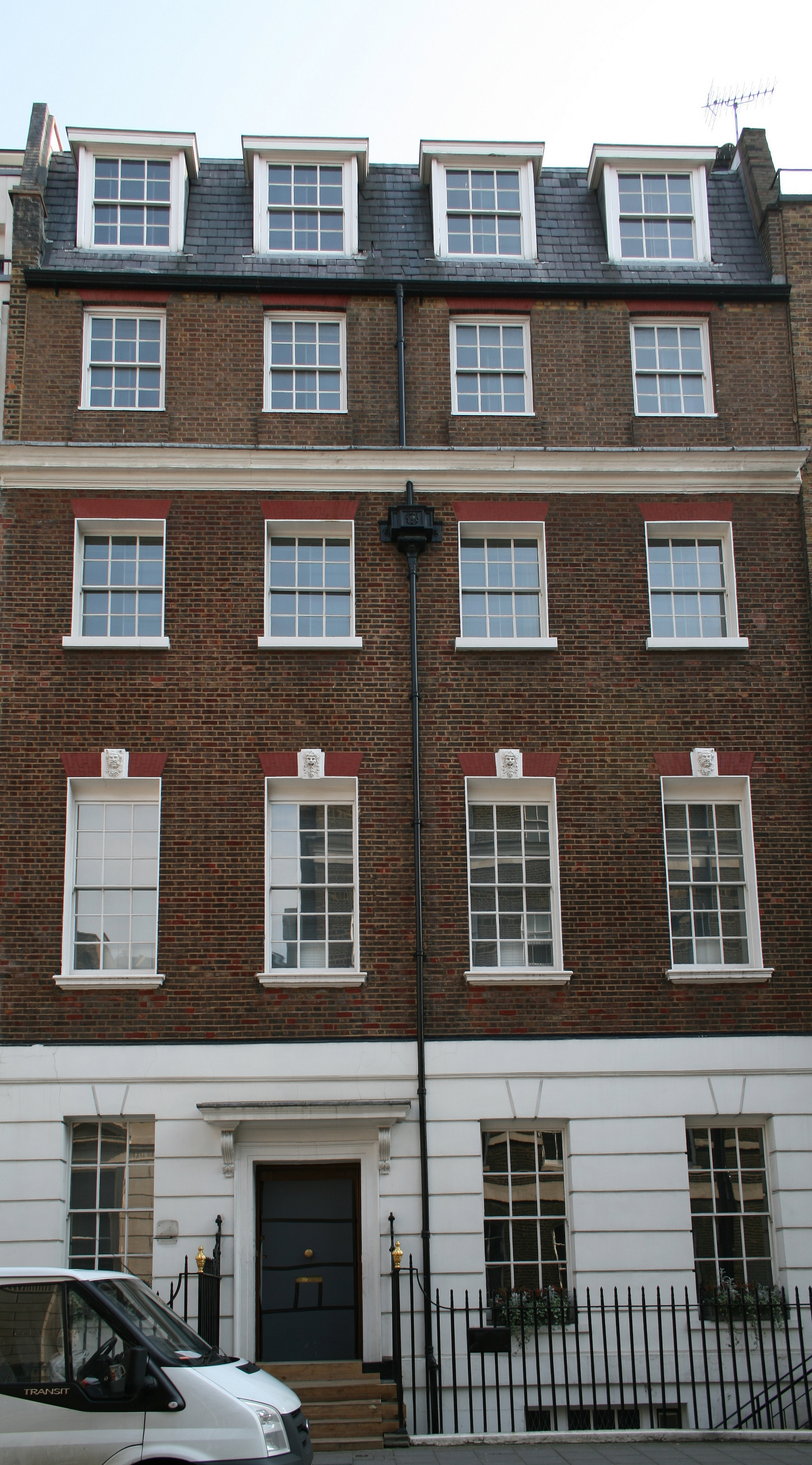
3 Savile Row, Londra. Sul tetto di questo edificio si svolse l'ultimo concerto dei Beatles il 30 gennaio 1969.

Il concerto dei Beatles sul tetto della Apple segnò la fine di un'epoca per molti appassionati di musica e fan del gruppo. La band incise ancora un ultimo album, Abbey Road, ma nel settembre 1969 i Beatles si erano già separati anche se non ufficialmente. Molte delle performance nel concerto, in particolare l'esecuzione di Dig a Pony, mostrano una band ancora in piena forma e vitale, anche se solo momentaneamente. L'esibizione è entrata direttamente nell'immaginario collettivo, ed oltre al concerto stesso, sono diventati iconici anche gli abiti indossati dagli stessi membri del gruppo durante la performance, come l'impermeabile rosso di Ringo Starr e la pelliccia di Yōko Ono indossata da Lennon.
La sequenza dove i The Rutles suonano Get Up and Go nel film-parodia All You Need Is Cash è direttamente ispirata al filmato del "rooftop concert", ed utilizza anche simili inquadrature di ripresa. Nel gennaio 2009, la tribute band The Bootleg Beatles cercò di ripetere il concerto nel medesimo luogo in occasione del quarantesimo anniversario dell'esibizione, ma il permesso fu loro negato dal Westminster City Council.
Nella quinta stagione della serie televisiva I Simpson, l'episodio Il quartetto vocale di Homer, è una parodia dichiarata della storia dei Beatles, dove i "Re Acuti" (in originale "Be Sharps") (Homer, Apu, Barney e il preside Skinner) si esibiscono in un concerto sul tetto del bar di Boe. George Harrison, ospite speciale della puntata in "versione Simpson", passa per caso di lì in auto, si ferma un attimo a guardare e dice: «Lo abbiamo già fatto» sminuendo il tutto. Al termine della canzone, Homer ripete la celebre battuta di John Lennon sull'audizione passata e tutti si mettono a ridere, compreso Barney che però poco dopo esclama: «Non l'ho capita».
I gruppi rock Oasis e U2 si ispirarono al concerto sul tetto dei Beatles rispettivamente per i videoclip delle canzoni Supersonic e Where the Streets Have No Name.
Nel film del 2007 Across The Universe, un musical interamente costituito da canzoni dei Beatles, il gruppo di Sadie si esibisce in un concerto sul tetto di un edificio a New York. Lo show viene interrotto dalla polizia.
Il 15 luglio 2009, Paul McCartney si esibì a sorpresa in un mini-concerto a Manhattan dal tendone dell'Ed Sullivan Theater, dove poco prima aveva registrato una performance per il Late Show with David Letterman. Notizie dell'evento iniziarono a circolare via Twitter e grazie al passaparola, si radunò in loco una folla di curiosi ed appassionati, e la strada venne transennata per permettere l'afflusso di gente.
Il concerto è presente nel documentario del 2021 The Beatles: Get Back; durante il Got Back Tour di Paul McCartney, egli esibisce I've Got a Feeling attraverso un duetto virtuale con John Lennon e audio proveniente dal documentario e ri-remixato dal regista.
Nel 2022 la scaletta completa con audio del tutto restaurato viene pubblicato in streaming sotto il nome di Get Back – The Rooftop Performance.

## Formazione
- John Lennon: voce, chitarra (Epiphone Casino ES-230TD 1965, modificata)
- Paul McCartney: voce, basso (Höfner 500/1)
- George Harrison: voce, chitarra (Fender Telecaster Custom)
- Ringo Starr: batteria (Ludwig-Musser Drums)
- Billy Preston: pianoforte elettrico (FenderRhodes Electric Piano)